# Lie to Me (5 Seconds of Summer)
Lie to Me is een nummer uit van de Australische band 5 Seconds of Summer uit 2018, in samenwerking met de Amerikaanse zangeres Julia Michaels. Het is de vierde en laatste single van Youngblood, het derde studioalbum 5 Seconds of Summer.
Het nummer werd geschreven op de dag nadat de vorige hit Youngblood werd geschreven. Bandlid Ashton Irwin en schrijver Andrew Watt hadden de tekst "lie, lie, lie, lie" toen al in hun hoofd zitten. De tekst van het nummer gaat over een mislukte relatie waar de liedvertellers bedroefd over zijn. Every Breath You Take van The Police diende als inspiratie voor de gitaarriff. "Lie to Me" werd een bescheiden hit in Australië, het thuisland van 5 Seconds of Summer, waar het de 38e positie bereikte. In Nederland was het minder succesvol met een 14e positie in de Tipparade.

## Tracklijst
- Muziekdownload

1. "Lie to Me" - 2:29